# La intervención en la provincia de Buenos Aires
La intervención en la provincia de Buenos Aires (pl. Interwencja w prowincji Buenos Aires) – pierwszy film animowany argentyńskiego rysownika włoskiego pochodzenia Quirino Cristiani. 
Film został stworzony na przełomie lat 1916/1917. Był to czarno-biały film krótkometrażowy, przeznaczony do kroniki filmowej Federica Valle. 
Film miał charakter karykatury politycznej wymierzonej w gubernatora Marcelina Ugarte i prezydenta Hipólito Yrigoyena.